# Suraphol Sombatcharoen
Suraphol Sombatcharoen (taj. สุรพล สมบัติเจริญ; ur. 25 września 1930, zm. 16 sierpnia 1968) – tajski piosenkarz wykonujący muzykę luk thung. Do branży rozrywkowej wkroczył w 1950 roku, nazywany „królem luk thung”, był jedną z pierwszych i najważniejszych gwiazd tego gatunku. Zmarł wskutek postrzału w listopadzie 1968 roku.

## Biografia
Jego pierwszy przebój „Nam Ta Sao Wieng” (Łzy laotańskiej dziewczyny) z 1952 r. zapoczątkował powstanie luk thung – tajskiego odpowiednika takich stylów śpiewania jak japońska muzyka enka czy indonezyjski kroncong. Gatunek ten ucieleśniał również wpływy hollywoodzkiej muzyki filmowej, amerykańskiej muzyki country, malajskiego popu i rytmów afrokubańskich.
Na krótko przed zabójstwem wydał swoją ostatnią i najbardziej znaną piosenkę „Siphok Pi Haeng Khwam Lang” (16 lat z naszej przeszłości), smutną piosenkę o końcu jego własnego 16-letniego małżeństwa, w której odniósł się zarówno do szczęścia, jak i goryczy tego związku.

### Śmierć
Sombatcharoen, mając zaledwie 37 lat, został zastrzelony przez nieznanego napastnika, gdy szedł do samochodu po występie 16 sierpnia 1968 roku o godz. 1:00. Motyw zabójstwa pozostaje nieznany.

## Dyskografia
- เสียวใส้ (Siew Sai)
- ของปลอม (Khong Plom)
- คนหัวล้าน (Khon Hua Lan)
- แซซี้อ้ายลือเจ็กนัง (Sae See Ai Lue Jek Nung)
- ยิกเท้าโหลซัวะ (Yik Tao Low Suea)
- ลืมไม่ลง (Luem Mai Long)
- แก้วลืมดง (Kaew Luem Dong)
- สิบหกปีแห่งความหลัง (Sip Hok Pee Haeng Kwam Lang)